# Rafi Elul
Rafi Elul, Refa’el Elul (hebr.: רפי אלול, ur. 23 sierpnia 1957 w Maroku) – izraelski samorządowiec, urzędnik państwowy i polityk, w latach 1992–1999 poseł do Knesetu, burmistrz Mazkeret Batja.

## Życiorys
Urodził się 23 sierpnia 1957 w Maroku. W 1961 wyemigrował do Izraela.
Służbę wojskową zakończył w stopniu sierżanta sztabowego. Ukończył studia z zakresu politologii i socjologii (B.A.) oraz administracji biznesowej na Uniwersytecie Bar-Ilana w Ramat Ganie. Ukończył także kursy z administracji publicznej.
Był burmistrzem Mazkeret Batja, przewodniczącym Funduszu Samorządów Lokalnych ds. Rozwoju Usług dla Osób Niepełnosprawnych, zasiadał we władzach kanału drugiego izraelskiej telewizji. Był także przewodniczącym Ruchu na rzecz Walki z Ubóstwem oraz stowarzyszenia przyjaciół szpitala Kaplan w Rechowot.
W wyborach parlamentarnych w 1992 dostał się do izraelskiego parlamentu z listy Partii Pracy. W trzynastym Knesecie zasiadał w komisjach finansów; budownictwa oraz edukacji i kultury.
W wyborach w 1996 uzyskał reelekcję, a w Knesecie XIV kadencji stanął na czele specjalnej komisji ds. petychu publicznych, był także członkiem komisji nauki i technologii; budownictwa; ds. zagranicznych pracowników; edukacji i kultury oraz spraw wewnętrznych i środowiska. W 1999 utracił miejsce w parlamencie.